# Acacia longispinea
Acacia longispinea é uma espécie de leguminosa do gênero Acacia, pertencente à família Fabaceae.